# Liber de apparitione Sancti Michaelis

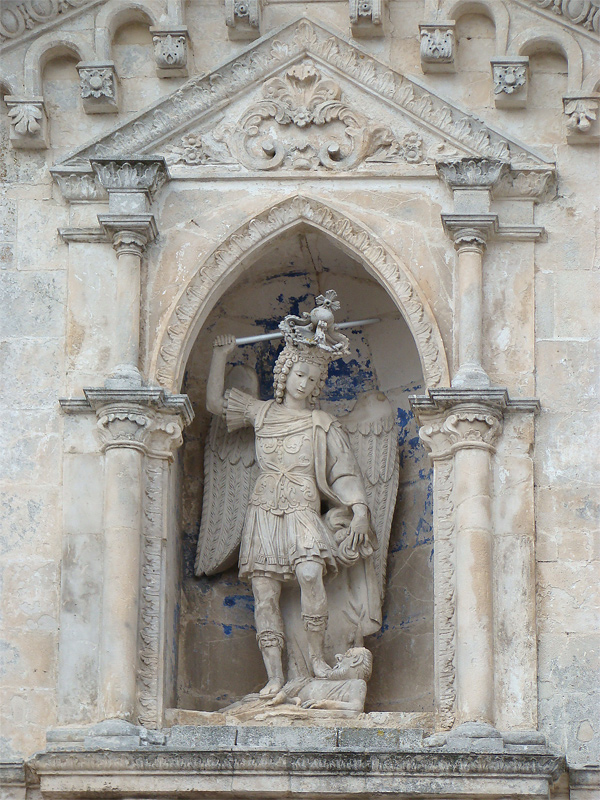
Escultura del Arcángel Miguel con vistas a la entrada del Santuario.

El Liber de apparitione Sancti Michaelis in Monte Gargano (Bibliotheca Hagiographica Latina 5948), es un texto hagiográfico compuesto del siglo IX, de autor anónimo, que contiene el mito fundacional del Santuario de San Miguel Arcángel (Monte Sant'Angelo), en el monte Gargano, Italia, en el norte de Apulia. En él se recoge la primera aparición conocida de san Miguel Arcángel en Europa occidental tras la transmisión de su culto desde el Oriente griego.

## Tradición manuscrita
Los manuscritos más antiguos del De apparitione datan de finales del siglo VIII o principios del IX,  pero la composición tripartita del texto sugiere al menos tres capas de acumulación narrativa; el estrato más antiguo parece remontarse a una versión perdida del siglo VI, que el autor de la versión final anónima menciona en su recensión.

## Leyenda
La leyenda consta de tres partes, que recogen tres apariciones de Miguel en el monte Gargano. La primera y la tercera sección parecen formar parte de la misma narración, mientras que la segunda es posiblemente el relato de una batalla que tuvo lugar medio siglo después. Según la primera y la última parte de la leyenda, hacia el año 490 el arcángel Miguel se apareció varias veces al obispo de Sipontum cerca de una cueva en las montañas, ordenando que la cueva se dedicara al culto cristiano y prometiendo la protección de la cercana ciudad de Sipontum contra los invasores paganos. Estas apariciones son las primeras apariciones de San Miguel en Europa occidental.
La segunda parte del texto describe la intercesión de Miguel en favor de los sipontinos y los benaventanos contra los invasores paganos napolitanos. Miguel golpea a los paganos con un rayo, matando a más de 600 de ellos, y los sipontanos y benaventanos salen victoriosos. Giorgio Otranto, identifica esta batalla como la registrada en el libro 4 de la Historia gentis Langobardorum de Pablo el Diácono, que describe la defensa del oráculo del monte Gargano contra los «griegos» -tropas napolitanas bizantinas- por parte del duque lombardo de Benevento, Grimoaldo I, el 8 de mayo de 663.
Richard Johnson resume la leyenda:
- "Garganus, un hombre rico de Siponto que poseía un gran rebaño de ganado, se enfureció con un toro que se había alejado de su manada. Cuando encontró al toro en la boca de la cueva, le disparó una flecha envenenada que invirtió su trayectoria en pleno vuelo y lo mató. Al enterarse de este misterioso suceso, el arzobispo ordenó a los ciudadanos del lugar que ayunaran durante tres días. Durante el ayuno, San Miguel se le apareció al obispo y le reveló el significado del suceso.
- En este punto del relato hagiográfico se interrumpe la narración de Garganus y la bula, y se retoma el relato de la intervención militar de San Miguel en favor de los cristianos de Siponto. Según esta parte de la leyenda, los sipontanos y sus vecinos, los benaventanos, fueron asediados por los napolitanos paganos. Desesperados, los sipontanos acudieron a su obispo en busca de ayuda. El obispo les indicó que hicieran un ayuno de tres días y que rezaran para pedir la protección de San Miguel. El arcángel se le apareció al obispo y le aseguró la victoria sobre los paganos. Los napolitanos fueron derrotados y, como señal de su ayuda en la victoria, San Miguel dejó la marca de sus huellas en la piedra de la cueva donde Garganus había sido asesinado.
- Tras la descripción de la intervención militar del arcángel, la narración hagiográfica vuelve al escenario de la gruta y da cuenta de su tercera aparición. Los sipontanos, muy dudosos y temerosos sobre si se atrevían a entrar en la gruta, consultaron de nuevo a su obispo. Por tercera vez, San Miguel se le apareció al obispo y le dijo que no era necesario consagrar la capilla de la gruta, puesto que ya lo había hecho el mismo. San Miguel le indicó al obispo que entrara primero en la capilla y celebrara la misa. En la gruta, descubrió un altar, cubierto con un paño rojo. El obispo designó entonces a sacerdotes y cantores de salmos para que dirigieran los servicios diarios en la gruta-capilla. El relato del «descubrimiento» de la gruta-capilla termina con una descripción del agua clara y dulce que se filtraba de la piedra del techo más allá del altar. Cuando se bebe de la vasija de cristal suspendida por una cadena de plata cerca de la fuente, el agua que gotea cura todo tipo de enfermedades. El relato de las tres apariciones de San Miguel en el Monte Gargano termina con la observación de San Pablo sobre la función de los ángeles (Hebreos 1:14): «Porque los ángeles son espíritus ministradores y enviados a servir a los que recibirán la herencia de la salvación».[3]

## Otros registros de la leyenda
La leyenda de la aparición del Arcángel en Gargano se recoge también en el Brevario romano del 8 de mayo, así como en la Leyenda áurea, el compendio de hagiografías cristianas realizado por Santiago de la Vorágine entre 1260-1275. Su presencia en la Leyenda áurea garantizó su amplia difusión en la Europa medieval-. Este mito fundacional pudo influir en los de otros santuarios miguelinos, como la Revelatio Ecclesiae de Sancti Michaelis del Monte Saint-Michel.